# Christian Schultze (General)
Christian Friedrich Georg Wilhelm Schultze (* 23. Januar 1842 in Rostock; † 24. Februar 1909) war ein sächsischer Generalleutnant.

## Leben
Schultze entschied sich für eine militärische Laufbahn und wurde 1858 zum Fähnrich in der Sächsischen Armee ernannt. Am 16. Oktober desselben Jahres avancierte er zum Leutnant beim 3. Reiter-Regiment und durchlief in den folgenden Jahren eine typische militärische Karriere, wonach er am 19. August 1865 zum Oberleutnant beim 2. Reiter-Regiment aufstieg. Im folgenden Jahr beteiligte er sich innerhalb seines Verbandes am Krieg gegen Preußen und erlebte die Niederlage des Königreich Sachsen sowie die anschließende Neuorganisation der Armee, wonach er am 25. September 1869 zum Rittmeister und Eskadronchef in seinem Regiment aufstieg. Er nahm mit diesem Verband 1870/71 am Krieg gegen Frankreich teil und wurde mit dem Ritterkreuz I. Klasse des Verdienstordens mit der Kriegsdekoration und dem Eisernen Kreuz II. Klasse ausgezeichnet.
Nach Kriegsende verblieb er in seinem Regiment und wurde am 29. August 1878 zum Major beim 2. Ulanen-Regiment Nr. 18. Er diente die nächsten Jahre in verschiedenen Positionen, u. a. als Kommandeur des 1. Husaren-Regiments Nr. 18, wobei er in dieser Eigenschaft am 9. September 1886 zum Oberstleutnant befördert wurde. Am 1. Februar 1889 wurde er zum Oberst befördert und schon kurz darauf à la suite seines Regiments gestellt und mit der Führung der 3. Kavallerie-Brigade Nr. 32 beauftragt. Er wurde schon einige Zeit später in dieser Position bestätigt und gleichzeitig mit der Wahrnehmung der Geschäfte des Remonte-Inspekteurs und des Inspekteurs der Militär-Reit-Anstalt beauftragt. Er wurde am 17. November 1891 zum Generalmajor befördert. Unter Genehmigung seines Abschiedsgesuches wurde er am 24. Januar 1894 zur Disposition gestellt.